# Dávidovci
Dávidovci (slovensky Dávidovci z Turčianskeho Sv. Petra, maďarsky Dávid de Túróczszentpéter) byli jedním z nejstarších šlechtických rodů v Uherském království. Vlastnili majetky v Turci. V 13. století byly Dávidovci jedním z mnoha slovenských šlechtických rodů s titulem zeman (nejnižší šlechta v Uherském království, v hierarchii umístěných hned za baronem).
Rod Dávidovců se vyčlenil z rodu Zátureckých ze Záturčie (dnes součást města Martin). Zakladatelem rodu byl David Záturecký (asi * 1380) z Dolního Záturcí, Turčianskeho Petra a Istebného, syn Pavla Zátureckého (asi * 1332). Pavel byl synem Petra z Dolního Záturcí (asi * 1303), jehož dědečkem byl legendární Uzda z Turca a Hosty (asi * 1245), zakladatel rodu Zátureckých.

## Majetky
Dávidovci vlastnili kurie a majetky v následujících obcích:
- Abramová – Laclavá, Dávidovci zde měli podíl od 15. století,
- Istebné – v roce 1382 dostali Istebné zemané Dávidovci od uherského krále Ludvíka Velikého, obec do poloviny 18. století patřila Dávidovcům, pak do roku 1804 Csillaghyovcom; Imrich David, účastník Pikova povstání, byl v roce 1672 popraven na šibenici v Oravském Podzámku,
- Malý a Velký Báb (Slovensko),
- Sasinkovo – v obci postavili kurii,
- Šalgočka – v 17. století dal podzupan nitranské župy Juraj David v obci postavit barokní kurii a kostel; kazatelnu a boční oltáře dal vyhotovit Karel David v roce 1767,
- Turčiansky Peter – v roce 1386 patřil synům Pavla ze Záturcí,
- Záturčie.

V roce 1772 Karla Davida a jeho syna Antona povýšila do barónskeho stavu římsko-německá císařovna Marie Terezie, královna Uherska.